# Michael Joseph Oakeshott
Michael Joseph Oakeshott (n. 11 decembrie 1901 – 19 decembrie 1990) a fost un filozof englez cu un interes special în Teoria politică și filozofia culturii, și în particular în filozofia istoriei, educației, religiei și esteticii.  Este considerat astăzi ca unul din cei mai importanți intelectuali conservativi ai secolului 20, respectiv un critic constant al doctrinelor politice de natură constructivistă.

## Viață timpurie
Oakeshott a studiat la colegiul Gonville and Cains, din Cambridge, unde a obținut titlul de Master of Arts. Mai târziu, el a devenit membru al colegiului Nuffield, din Oxford. El și-a încheiat cariera academică în calitate de profesor la London School of Economics.

## Conduita rațională
"Conduita rațională" este un eseu apărut în volumul Rationalism in Politics and Other Essays (1962). Această lucrare cuprinde o critică a teoriilor politice de tip constructivist, care urmăresc să reformeze instituțiile în urma unei analize raționale a eficienței lor. Oakeshott, care adoptă o poziție conservatoare, afirmă că dezideratul constructiviștilor nu este posibil. Aceasta se întâmplă deoarece mintea umană nu are o activitate în întregime rațională, ci funcționează cu o serie de rutine și prejudecăți în fundal.
Oakeshott ilustrează această teză dând ca exemplu ceea ce era privit în epoca victoriană ca fiind "îmbrăcămintea rațională" pentru femeile care merg pe bicicletă. Chiar dacă aceste costume erau mai favorabile pedalatului decât obișnuitele rochii ale epocii, ele continuau să țină cont de prejudecățile existente atunci. Un echipament complet rațional nu putea fi imaginat, din cauza cutumelor pe care mintea umană se obișnuise să le respecte.